# Joakim Blomqvist
Joakim Blomqvist, född 1 januari 1980 i Tavelsjö i Västerbotten, är en svensk fotbollstränare. Han inledde sin tränarkarriär år 2008  i Umeå FC. År 2010 blev Joakim huvudtränare för Umeå IK:s damlag. Han var en lovande fotbollsspelare som ung, men stoppades av cancer. Blomqvist har studerat psykologi och kommer att bli legitimerad psykolog.
Joakim Blomqvist är yngre bror till fotbollsspelaren Jesper Blomqvist.